# Ad orientem

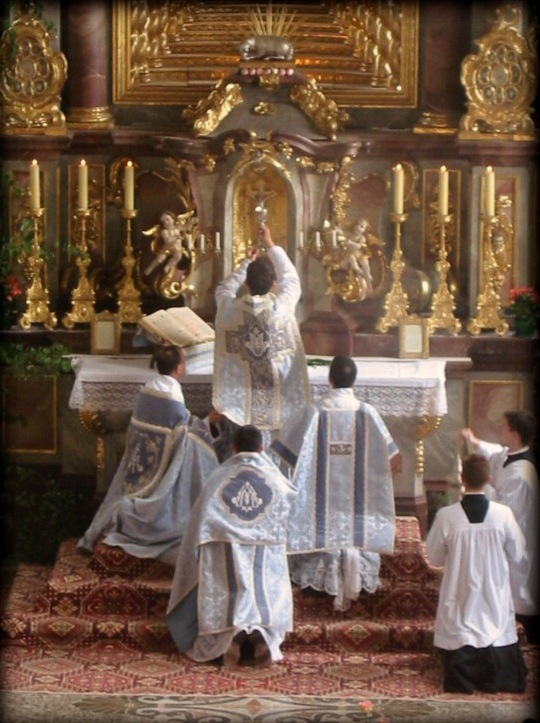
Missa Solene celebrada ad orientem: elevação do cálice para adoração dos fiéis

Ao falar da liturgia católica a expressão ad orientem (para o Oriente) geralmente usa-se hoje não no sentido óbvio e literal, senão para indicar a orientação em que o padre é voltado em relação ao povo na celebração da missa, independentemente da direção geográfica para a qual ele está realmente olhando, orientação que se opõe à chamada versus populum (de frente para o povo), em que o sacerdote celebrante encara a assembleia de fiéis.
Os textos da liturgia e os relativos documentos oficiais nunca usam a expressão nesse sentido: ao contario, por ad orientem o Missal Romano tridentino, desde a primeira edição (1570) até à última (1962), a emprega para indicar que o padre está voltado para o povo e ao mesmo tempo para o verdadeiro leste.
Para indicar a orientação chamada ad orientem, a Congregação para o Culto Divino e Disciplina dos Sacramentos prefere utilizar o termo inequívoco versus absidem (de frente para a abside da igreja).
Para falar desta orientação, alguns usam as expressões versus Deum (virado para Deus) e coram Deo (na presença de Deus), mas a Congregação para o culto divino declarou que estas expressões devem aplicar-se a cada celebração, quer versus absidem ou versus populum.

## História

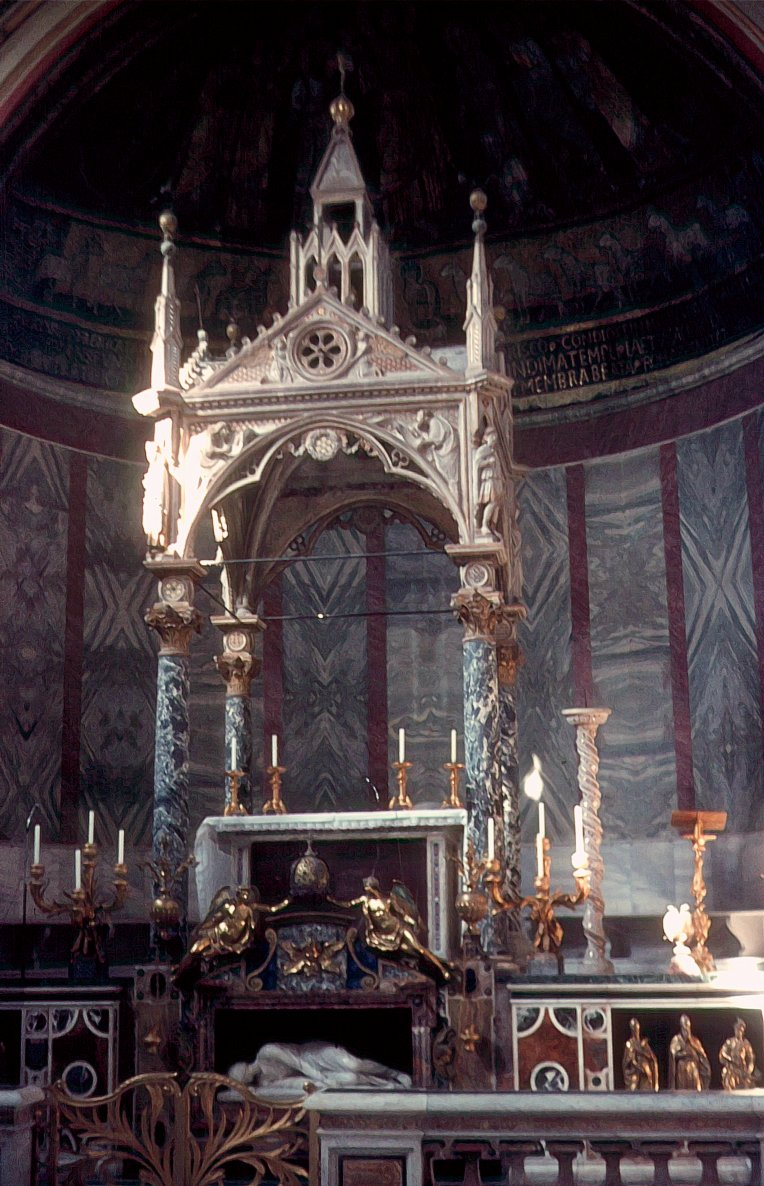
Altar ad orientem versus populum na igreja romana de Santa Cecilia in Trastevere

Só recentemente começou-se a dar à expressão ad orientem o sentido de o padre e os fiéis todos olharem na mesma direção, seja para leste ou oeste, norte ou sul. Os primeiros cristãos rezavam unicamente na direção do oriente geográfico. Tertuliano (c. 160 – ca. 220) diz que alguns acreditavam que os cristãos adoravam o sol por causa do seu costume de rezar para a região do leste. Orígenes (ca. 185 – 253) diz: "De todas as regiões do mundo, a área do leste é a única para a qual nos voltamos ao orar"; e observa que é difícil saber o motivo deste costume. Mais tarde, outros Padres da Igreja davam explicações místicas do costume.
A obra do cristianismo oriental Constituições Apostólicas, criada entre 375 e 380, dava como norma para a construção de igrejas que o presbitério (com a abside e as sacristias) fosse na extremidade leste, assim que os cristãos na igreja pudessem rezar na igreja como costumavam rezar em privado, isto é de frente para o leste. No meio do presbitério estava o altar, atrás do qual ficava o trono do bispo, ladeado pelas sedes dos presbíteros, enquanto no outro lado estavam os leigos. Porém mesmo no Oriente havia igrejas (por exemplo, em Tiro) que tinham na extremidade leste a entrada e o presbitério no oeste. Durante as leituras todos olhavam para os leitores, o bispo e os presbíteros para o oeste, o povo para o leste. Como fazem também os outros documentos que falam do costume de rezar para o leste, as Constituições Apostólicas não indicam se ou não o bispo depois fosse ao outro lado do altar para "o sacrifício".
Todas as primeiras igrejas construídas em Roma tinham a entrada no leste, como a tinha o templo judaico em Jerusalém, de modo que, para o sacerdote, celebrar ad orientem e versus populum era a mesma coisa. Só no século 8 ou 9 foi aceite em Roma a disposicão, já adotada no reino dos francos, da entrada occidental e do altar oriental. Também a basilica original constantiniano do Santo Sepulcro em Jerusalém teve o altar na parte oeste.
Mesmo fora de Roma e mesmo em territórios que tinham sido governados pelos francos, continuaram a ser construídas igrejas que tinham o altar na parte ocidental, por exemplo, em Petershausen perto de Constança, Bamberg, Augsburgo, Obermünster, Ratisbona e Hildesheim, e construíram-se também igrejas não com eixo leste-oeste. Nas suas instruções para a construção e apetrechamento de igrejas Carlos Borromeu, arcebispo de Milão de 1560 até 1584, expressa uma preferência que a abside olhe para o leste exato, mas aceita que, onde essa escolha não é possível, pode construir-se uma igreja até com eixo norte-sul, e observou que además se pode fijar a abside no oeste. "onde segundo o rito da Igreja é costume celebrar-se a Missa no altar-mor por um padre com o rosto para o povo".
Carlos Barromeu falava assim do altar-mor situado no que ele chamou a capela-mor (cappella maior). Nessa época as grandes igrejas tinham muitas capelas e altares juntas às várias paredes, que evidentemente já não tinham relação com o oriente geográfico. Muitas vezes, os altares ficaram inseridos a um retábulo. A partir do seculo XVI começou-se a colocar sobre um altar da igreja um sacrário. Carlos Borromeu dispôs que se transferisse a localização do Santíssimo Sacramento da sacristia para um altar (não o altar-mor) das suas igrejas. A edição do Missal Romano revisto e promulgado pelo Papa Pio V em 1570 (ver Missa Tridentina) ainda não previa a colocação do sacrário num altar: o que ordenou foi que no centro do altar estivesse uma cruz e ao pé dessa um cartão contendo algumas das principais orações da Missa. Porém por reação contra à negação protestante da realidade e permanência da presença real de Cristo na Eucaristia, difundiu-se o posicionamento do sacrário, mesmo no altar-mor, em forma sempre mais grande e ornamentado, a ponto de dominar o altar. Num altar deste tipo era impossível celebrar a Missa versus ad populum. Contudo o papa Pio XII declarou no ano de 1956 que existem maneiras de colocar o sacrário sobre o altar de tal forma a não impedir celebrar a Missa voltado para o povo (face au peuple), e reconheceu assim a legitimidade de tais celebrações.
O Missal Romano promulgado no ano de 1570 pelo papa Pio V, com todas as edições posteriores até a do ano de 1962, prevê explicitamente a celebração da Missa de cara para o povo, e trata o termo ad orientem como sinónimo de versus populum, como se vê no Ritus servandus in celebratione Missae, V, 3.

## Instruções oficiais da Igreja latina

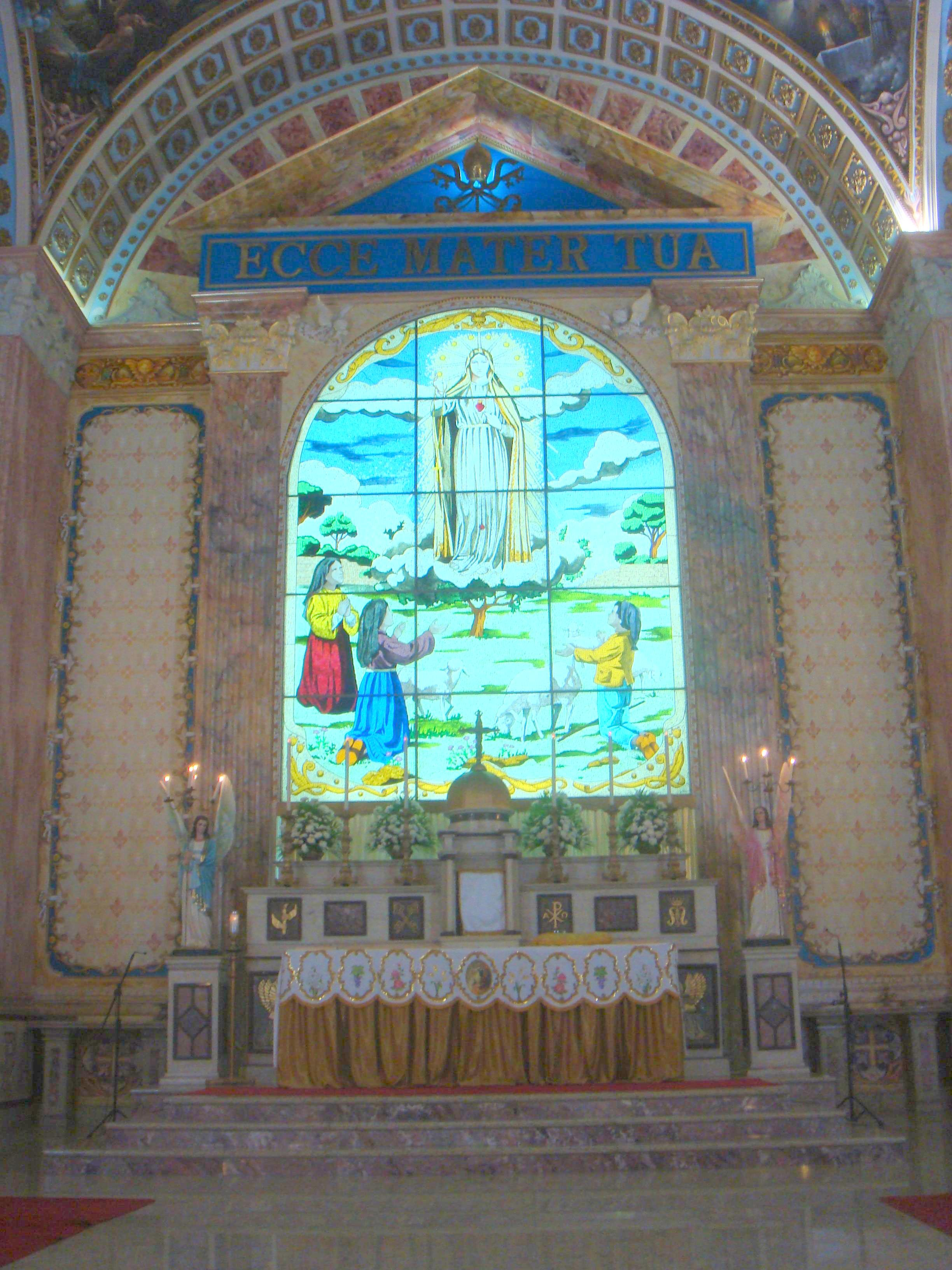
Altar-mor típico dos séculos XVII-XX inserido na parede, com sacrário e projetado para a posição agora comumente chamada "ad orientem".

Na Igreja Latina a orientação ad orientem (no sentido moderno, não o significado literal) é comumente considerada uma característica peculiar da missa tridentina, em que o sacerdote geralmente fica de frente de costas para o povo, enquanto a versus populum é da Missa do Vaticano II. Na realidade, ambas as formas aceitam as duas configurações - ad orientem ou versus populum. O Papa Bento XVI celebrou algumas vezes a missa na Capela Sistina na posição chamada ad orientem, e a última missa de São Pio de Pietrelcina, mesmo sendo tridentina, foi celebrada versus populum.
Nas edições do Missal Romano antes do 1970, também a do 1962, mencionava-se explicitamente a eventualidade de celebrar versus populum e por isso sem necessidade de virar os ombros ao altar ao saudar o povo com Dominus vobiscum etc.
Também as edições mais recentes, que tratam como normal o sacerdote estar de frente para o povo, reconhecem a outra eventualidade ao obrigá-lo de maneira explícita de estar voltado para o povo (versus populum ou versus ad populum) apenas em certos breves momentos, nos quais geralmente também as edições anteriores impunham a mesma orientação, por exemplo ao dizer Dominus vobiscum. Estas duas expressões usam-se 9 vezes na Instrução Geral do Missal Romano.

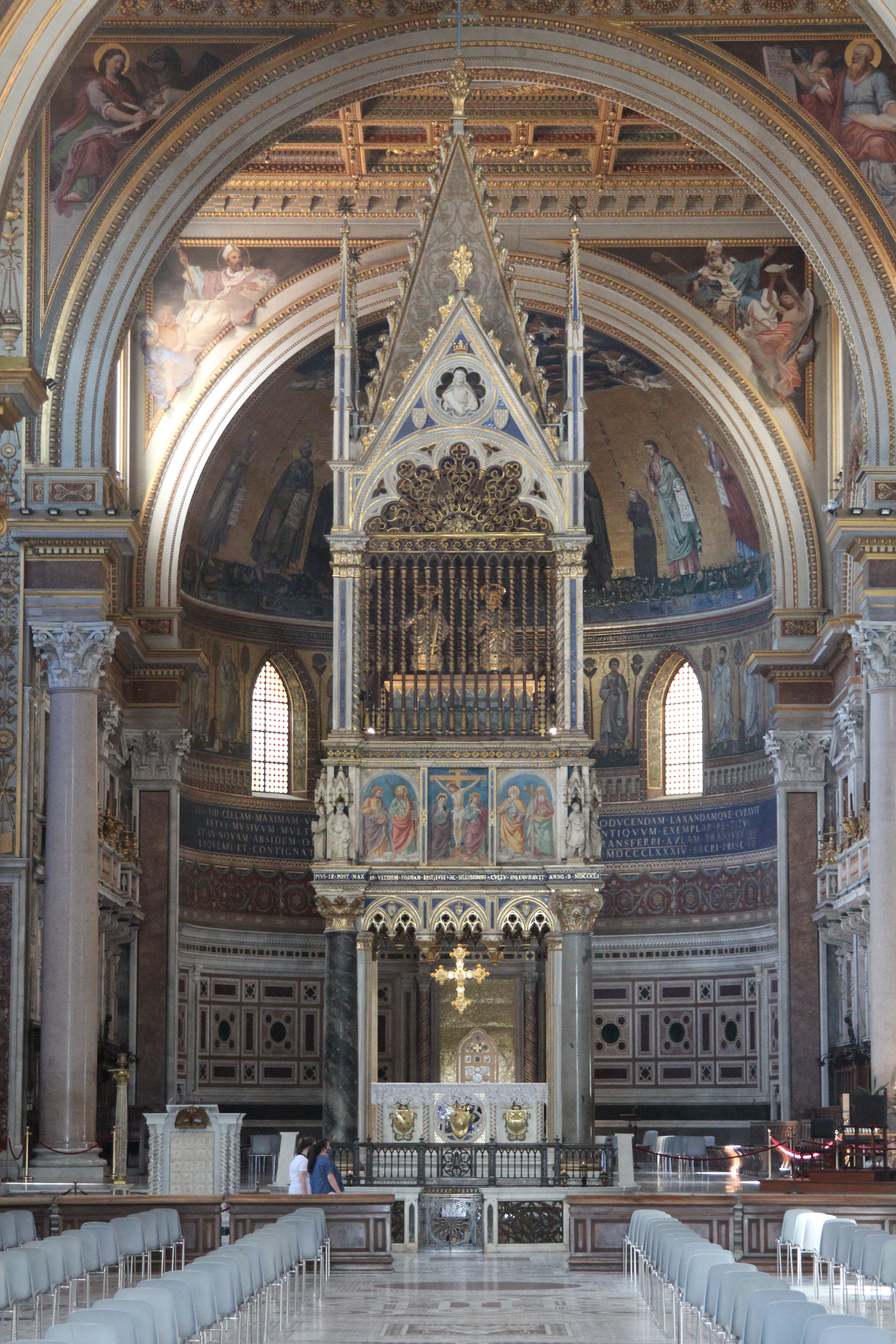
Altar para a celebração de frente para o povo na catedral do papa, a Arquibasílica de São João de Latrão

Ao falar da construção do altar, o Missal Romano diz: "O altar seja construído afastado da parede, a fim de ser facilmente circundado e nele se possa celebrar de frente para o povo, o que convém fazer em toda parte onde for possível". O texto original em latim diz: "Altare exstruatur a pariete seiunctum, ut facile circumiri et in eo celebratio versus populum peragi possit, quod expedit ubicumque possibile sit".
Na resposta protocolo n.º 2036/00/L de 25 de setembro de 2000 a Congregação para o Culto Divino e Disciplina dos Sacramentos explicou que "a posição versus populum parece ser a mais conveniente na medida em que torna a comunicação mais fácil"; mas acrescentou que "a cláusula 'onde for possível' leva em consideração vários elementos como, por exemplo, a topografia do local, a disponibilidade de espaço, a existência de um altar anterior de valor artístico, a sensibilidade da comunidade que participa nas celebrações naquela igreja, etc."
A Congregação insiste que é necessário distinguir a posição física da orientação espiritual e interna de todos. Se o presbítero celebra versus populum, o que é legítimo e muitas vezes recomendado, a ação sacrificial não se dirige prioritariamente à comunidade: a atitude espiritual do sacerdote, que representa toda a Igreja, deve ser dirigida sempre versus Deum per Iesum Christum (a Deus por Jesus Cristo).
Já em 1993 a Congregação explicou que, embora na legislação litúrgica atual seja desejável posicionar o altar voltado para o povo, aquilo não é um valor absoluto. É necessário ter em conta os casos em que o presbitério não admite esa disposição, ou não é possível manter o altar anterior com a sua decoração e conjuntamente evidenciar como principal otro altar voltado para o povo. É mais fiel ao sentido litúrgico, nestes casos, celebrar de costas para o povo no altar existente do que manter dois altares no mesmo presbitério: na atual legislação o princípio da singularidade do altar é teologicamente mais importante.
O Papa Bento XVI, enquanto Cardeal, defendeu em seu livro O Espírito da Liturgia a tradicional orientação ad orientem. Onde uma virada comum direta para o leste não é possível, recomendou um crucifixo colocado centralmente no altar como ponto central de foco tanto para o sacerdote quanto para a comunidade e como interior "leste" da fé: o Senhor é o sol nascente da história. Enquanto Papa, não converteu esta ideia em legislão litúrgica para todos. Normalmente celebrou a missa publicamente de frente para o povo, mas em 13 de janeiro de 2008, usou a orientação ad orientem na Capela Sistina, "para não alterar a beleza e a harmonia desta joia arquitetônica, preservando sua estrutura desde o início da celebração de acordo com o Missal geralmente introduzido por Paulo VI após o Concílio Vaticano II".